# Stéphane Huchard
Stéphane Huchard  (1964) is een Franse jazzdrummer, bandleider en componist.

## Biografie
Huchard begon op zijn zevende te drummen, toen hij vijftien ging hij in Parijs studeren aan de drumschool van Dante Agostini, de studie duurde vijf jaar. Begin jaren 80 speelde hij met jazzmusici als Louis Winsberg en Jean-Pierre Como. Hij speelde in de bigband "Lumiére“ van Laurent Cugny (o.m. opnames met Gil Evans) en, twee jaar lang, in het Orchestre National de Jazz, eveneens o.l.v. Cugny. Hij begeleidde de zangeressen Élizabeth Caumont en Tania Maria en speelde o.m. met Sylvain Beuf, Sylvain Luc, François Jeanneau, Nguyên Lê, Andy Emler, Zool Fleischer, Emmanuel Bex, David Linx, Didier Lockwood, Stochelo Rosenberg, Jacky Terrasson, Diederik Wissels en de Paris Jazz Big Band. Met Laurent de Wilde en Morgan Saint-Louis ("E-Jazz Part I“) deed hij ervaringen op met electro– bands, wat van invloed was op zijn eerste opnames.
In 1999 verscheen zijn eerste album onder eigen naam en kwam uit op Blue Note Records. De plaat, "Tribal traquenard“, bevatte louter eigen composities en was opgenomen met Pierre de Bethmann, Linley Marthe, Olivier Louvel, Stéphane Guillaume, Stefano Di Battista, Marc Berthoumiaux en Louis Winsberg. In 2001 volgde een live-plaat, "Tootakoosticks“,opgenomen met een akoestisch kwintet met o.a. Bethmann, Guillaume en Nicolas Folmer. In 2005 verscheen bij Nocturne zijn derde album, "Bouchabouches“, geïnspireerd door de Parijse metro). Bij Harmonia Mundi verscheen in 2008 African Tribute to Art Blakey. In 2011 speelde hij mee op André Manoukian's album Melanchology. In 2013 verscheen Panamerican, op het platenlabel Jazz Village.
In 2000 ontving hij een Django d’Or in de categorie 'Nieuw talent'.